# Astrid Kohlmeier
Astrid Kohlmeier (* 15. September 1983 in Graz) ist eine österreichische Autorin und Regisseurin.

## Leben
Astrid Kohlmeier studierte von 2003 bis 2010 Germanistik an der Karl-Franzens-Universität in Graz.
Seit 2002 schreibt sie Theater- und Erzähltexte, Lyrik und Hörspiele. Ihre Lyrik und ihre Prosa wurden in zahlreichen Literaturzeitschriften u. a. „Freibord“ (Wien), „Lichtungen“ (Graz), „Die Rampe“ (Linz), „Luftdurchlässig“ (Berlin) und „Proto“ (Düsseldorf) und Anthologien publiziert. 2010 erschien ihr Sachbuch „Vom Roman zum Theatertext. Eine vergleichende Studie am Beispiel der 'Leiden des jungen Werther' von Johann Wolfgang Goethe.“ bei VDM. 2012 erhielt die Autorin das Österreichische Staatsstipendium für Literatur. 2015 erschien Kohlmeiers Gedichtband „Flüstere mir mein Meer glatt“ im INST Verlag. 2023 veröffentlichte der Wolf Verlag den Lyrikband „Zärtliche Risse“. Kohlmeiers Theatertexte und Bearbeitungen von Prosatexten werden an Bühnen in Österreich, Deutschland, Luxemburg und in der Schweiz aufgeführt. Kohlmeiers Stücke und Hörspiele werden beim Per H. Lauke Verlag, Hamburg, verlegt. Astrid Kohlmeier ist Mitglied der Grazer Autorinnen Autorenversammlung und der IG Autorinnen Autoren.
Seit 2006 ist Astrid Kohlmeier auch als Regisseurin tätig und inszenierte u. a. „Windstrich“ von Walter Weyers, „Shakespeare, Mörder, Pulp und Fiktion“ von John von Düffel, „Cabaret“ von John Kander und Fredd Ebb, das szenische Pasticcio „In Flammen. Waldbrand Kantate“ von Johann Georg Albrechtsberger und seinen Zeitgenossen und eigene Theatertexte wie „Männliche Wimpern & Weibliche Zehen“, „Black dogs“, „Die Ordnung der Gesellschaft nicht stürzen“ nach Friedrich Schiller am Landestheater Schwaben und beim XIX. und XX. Greizer Theaterherbst.

## Publikationen (Auswahl)
- Gedichte. Lichtungen. Zeitschrift für Literatur, Kunst und Zeitkritik. Nr. 112, Graz 2007
- Stille, hörbar. Freibord. Zeitschrift für Literatur und Kunst. 2 u. 3/07 Wien 2007
- Ernst; Ich habe kein Walfischblut gerochen. Die Rampe. Hefte für Literatur 4/07 Linz 2007
- Tinnitustranskription.  Per H. Lauke Verlag, Hamburg 2007 (UA 2010 Kulturhaus Niederanven / Luxemburg)
- Grüne Organe. Per H. Lauke Verlag, Hamburg 2007 (UA 2007 Landestheater Schwaben)
- Vom Roman zum Theatertext. Eine vergleichende Studie am Beispiel der „Leiden des Jungen Werthers“ von Johann Wolfgang Goethe. VDM Saarbrücken 2010 ISBN 978-3-639-27649-7
- Bühnenbearbeitung von „Die Leiden des jungen Werther“ von Johann Wolfgang Goethe. Per H. Lauke Verlag, Hamburg 2013 (UA 2013, Kaleidoskop Theater, Luxembourg, Regie: Jean Paul Maes; Junges Theater Göttingen, 2015; Brüder Grimm Festspiele Hanau, 2018, Landesbühne Rheinland-Pfalz Schlosstheater Neuwied, 2023).
- Flüstere mir mein Meer glatt. Gedichte. Hrsg. von Herbert Arlt. Wien: INST Verlag 2015. 131 Seiten. ISBN 978-3-902899-22-4.
- Der Schlaf. In: Radieschen. Zeitschrift für Literatur. Nr. 64. Schall und Rauch. Wien 2022.
- Gedichte. In: Freibord. Zeitschrift für Literatur und Kunst. Nr. 161/162. Wien 2023. Hrsg.: Gerhard Jaschke.
- Zärtliche Risse. Gedichte. Wolfsberg: der wolf verlag 2023. 112 Seiten. ISBN 978-3-903354-47-0.

## Regiearbeiten (Auswahl)
- Männliche Wimpern & Weibliche Zehen UA 2007 Landestheater Schwaben
- Black Dogs. Der Depression begegnen. Ein szenischer Krankheitsverlauf UA 2010 Landestheater Schwaben
- Shakespeare, Mörder, Pulp & Fiktion von John von Düffel. Landestheater Schwaben 2010
- Die Ordnung der Gesellschaft nicht stürzen Auftragswerk Landestheater Schwaben 2011
- Blickwechsel  UA 2011 XX. Greizer Theaterherbst
- Cabaret. Musical von John Kander (Musik), Fred Ebb (Text) und Joe Masteroff (Buch) Landestheater Schwaben 2011
- In Flammen – Waldbrandkantate. Szenisches Pasticcio zur Klimakrise. Lange Nacht der Kirchen 2023